# Florence K. Upton

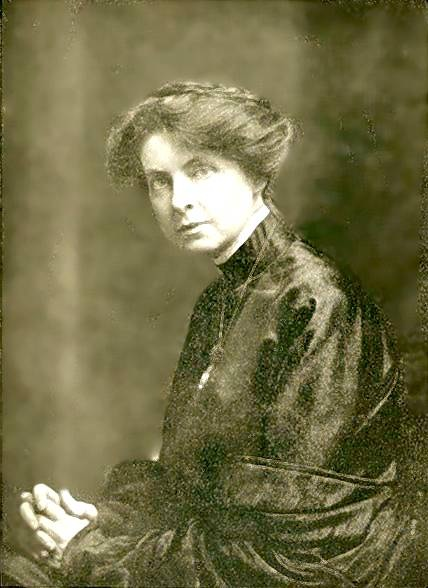
Florence K. Upton

Florence K. Upton (* 22. Februar 1873 in Flushing, New York; † 16. Oktober 1922 in Hampstead, London) war eine in den USA geborene britische Zeichnerin und Illustratorin. Mit Cartoons war sie Beiträgerin der Satirezeitschrift Punch, sie veröffentlichte im Strand Magazine und war auch als Porträtmalerin erwerbstätig. Bekannt wurden die Bilderbücher, welche sie als Gemeinschaftsarbeiten mit ihrer Mutter Bertha Upton schuf. Besonders erfolgreich war eine zwischen 1895 und 1909 erschienene Buchreihe um die Abenteuer verschiedener Puppen. Der Name der Titelfigur dieser insgesamt 13 Bände zählenden Serie – Golliwogg, bei den Uptons oft mit Artikel als „a Golliwogg“ oder „the Golliwogg“ über den Eigennamen hinaus stilisiert – wurde in der Rezeptionsgeschichte zu einem stehenden Begriff (in Schreibweise „golliwog“, vereinzelt „gollywog“ oder kurz „golly“) für eine bestimmte Art schwarzer Puppen in der stereotypen Ästhetik von Minstrel-Shows und als solcher kommerziell und ideologisch weiterverwertet.
Das Victoria & Albert Museum, in dessen Museum of Childhood (Young V&A) „some of the earliest golliwogs“ im Jahr 2009 noch ausgestellt waren, verglich die Bücher der Uptons angesichts ihrer Beliebtheit mit der Harry-Potter-Buchreihe. Heute werden Florence K. Uptons Arbeiten aus der Sammlung des Hauses nur noch teilweise online präsentiert. Zeichnungen aus dem Umfeld der Figur Golliwogg tragen den Vermerk „This object, or the text that describes it, is deemed offensive and discriminatory. We are committed to improving our records, and work is ongoing“, sie werden in der Dauerausstellung nicht gezeigt.

## Leben und Nachwirkung
Florence Kate war das zweitälteste von vier Kindern der Eheleute Bertha Upton (geborene Hudson, 1849–1912) und Thomas Harborough Upton (1836–1889), Bertha und Thomas waren in die USA emigriert und hatten dort im Jahr 1870 geheiratet. Der Vater war Bankangestellter in New York, die Mutter musisch begabt. Ab 1884 lebte die Familie in Manhattan. Gemeinsam mit ihrem Vater besuchte die begabte Jugendliche Florence Abendkurse an der National Academy of Design. Ganz unerwartet starb Thomas Upton im Frühjahr 1889.
Bertha Upton bestritt daraufhin den Lebensunterhalt der Familie mit Gesangsstunden, die älteste Tochter Ethelwyn (* 1871) verdiente etwas dazu, und auch Florence, gerade einmal 16 Jahre alt, arbeitete im Bereich der Gebrauchsgrafik, während die jüngsten Geschwister, Alice (* 1875) und Desmond (* 1880), weiterhin zur Schule gingen. Bei der Arbeit für unterschiedliche Printmedien und Agenturen knüpfte Florence erste Kontakte zu Autorinnen und Autoren, deren Werke sie in Folge illustrierte. In Summe stabilisierte sich die finanzielle Lage der Uptons so weit, dass es im Jahr 1893 möglich war, die Verwandtschaft mütterlicherseits in England zu besuchen. Als die Familie zurück in die USA reiste, blieb Florence in London, um ihre künstlerische Ausbildung und Karriere in Europa fortzusetzen. Unter anderem belegte sie Kurse an der Art Summer School von George Hitchcock in Egmond aan Zee und an der Académie Colarossi in Paris. Zwischenzeitlich bildete sie sich an der Art Students League of New York weiter.
Vom Jahr 1906 an lebte Upton fortwährend in London. Hier veröffentlichten sie und ihre Mutter auch ihre Bilderbücher „By Florence K. Upton“ mit dem nachgereihten, kleiner gedruckten Zusatz „Words by Bertha Upton“ oder „Verses by Bertha Upton“. In den Jahren, in denen Bertha wieder in den USA lebte, arbeiteten die Uptons über die Distanz zusammen. Mit dem Tod von Bertha Upton verlor Florence nicht nur die Mutter, sondern auch ihre Arbeitspartnerin. Die Künstlerin führte Porträtaufträge aus und entwarf wieder Werbesujets – erhalten sind unter anderem zwölf Blätter farbiger Lithografien für einen Hersteller von Fotozubehör; die einzelnen Motive ergeben in Folge eine Bildgeschichte.
Zehn Jahre nach dem Tod von Bertha starb Florence, noch keine 50, in ihrem Londoner Atelier. Begraben ist sie auf dem Hampstead Cemetery. Eine erste ausführlichere Würdigung erschien 1926 im Stammverlag der Uptons, die kleine Monografie war bebildert und enthielt neben den Kinderbuchillustrationen und Cartoons der Künstlerin auch etliche ihrer Porträts und Stillleben. 70 Jahre nach Uptons Tod wurden Leben und Werk von Florence K. Upton erstmals wissenschaftlich aufbereitet.
Im Archiv von The Punch (British Library, Archives and Manuscripts) befinden sich Cartoons von Upton: In den von ihr kreierten Rubriken Dolly’s Classics und The Classics Revised griff die Zeichnerin antike Stoffe wie Laokoon, Perseus und Andromeda, das Urteil des Paris oder Die drei Grazien auf und versah sie mit einem bildlichen Twist, bei dem jeweils die Grödener Gliederpuppen, die auch Uptons Bilderbuchillustrationen und -welten prägten, auftreten. Hinsichtlich der Ästhetik dieser Bilderbücher findet sich in der neueren Literatur die Formulierung, Uptons Illustrationen seien auf ansprechende Weise ‚aufgeräumt‘.
Literaturgeschichtliche Betrachtung erfuhr weniger die Serie um Golliwogg, der ab dem zweiten Band der Reihe und rückwirkend ab der zweiten Auflage des ersten Bandes an die Spitze der jeweiligen Buchtitel rückte, als vielmehr The Vege-Men’s Revenge (1897): Die Geschichte um ein Mädchen, das es mit belebtem Gemüse zu tun bekommt, wurde als Vorläufer und mögliche Inspiration von Dorothy and the Wizard in Oz (1908) gelesen. In diesem Fortsetzungsband des Romans Der Zauberer von Oz (L. Frank Baum) finden sich Motive und Themen, wie die Uptons sie in ihrem Werk dargestellt hatten.
Den Golliwogg-Büchern wurde von Seiten der Forschung zur Kinder- und Jugendliteratur Zurückhaltung entgegengebracht. Zumindest Lois R. Kuznets behandelte die Serie in ihrer Untersuchung When Toys Come Alive: Narratives of Animation, Metamorphosis, and Development (1994). Darin beschrieb sie Golliwogg als Protagonisten mit „black skin and unruly hair“, zugleich „clearly a gentleman in both manners and somewhat dandified attire“. Kuznets Ansicht nach dehnten die Bilderbücher der Uptons konventionelle Rollen bis hin zur Möglichkeit von „virtual biracial romance aus“. Diese Hypothese wurde in jüngster Zeit von der afroamerikanischen Künstlerin und Kulturwissenschaftlerin Sequoia Barnes als zu großzügig betrachtet, doch sieht auch Barnes Golliwogg im Kontext des Dandy und geht davon aus, dass Florence K. Upton mit ihrer ganz konkreten Sozialisation um das Konzept des Black Dandy gewusst habe. – Stärker aufgegriffen als von der Literaturwissenschaft wurde Uptons Figur Golliwogg als Repräsentant des Phänomens Golliwog, somit von Fachleuten aus Fächern wie Cultural Studies, Soziologie oder Psychologie.
Literarisch leben die Bilderbücher von Florence K. Upton und Bertha Upton unter anderem durch Vladimir Nabokov weiter: In seinen vorab in The New Yorker erschienenen Memoiren schilderte der Autor frühe Lektüreerinnerungen und beschrieb unter den „large, flat, glossy picture books“ seine Lieblinge, indem er auf mehrere Bände der Golliwogg-Serie konkret Bezug nahm. Dieter E. Zimmer wählte für die deutsche Übersetzung die Schreibweise „Golliwog“, während Nabokov die Originalschreibung der Kinderbuchfigur und -reihe beibehalten hatte.

„[...] Über die Schulter meiner Vergangenheit bestaune ich noch einmal das entscheidende Bild: Immer noch kniet Golliwog, doch er trinkt nicht mehr; seine Haare sträuben sich, und das normale Schwarz seines Gesichts ist einem unheimlichen Aschgrau gewichen.
Des ferneren gab es das Automobilbuch (in dem Sarah Jane, die mir immer die liebste war, einen langen grünen Schleier trug) mit dem üblichen Gang der Dinge – Krücken und bandagierten Köpfen.
Und dann natürlich – das Luftschiff. Viele, viele Meter gelber Seide wurden zu seinem Bau benötigt, und für den glücklichen Knirps fiel zu seinem Gebrauch ein winziger Ballon mit ab. [...]“

Auch in der Literatur zum britischen Schriftsteller J. R. Ackerley, der in seinen Memoiren My Father and Myself (Erstausgabe 1968) davon berichtet, wie er als Zwölfjähriger, gefragt nach einem Wunsch, um „a golliwog“ gebeten habe, wird nachgezeichnet, wie Golliwogg als erstes im Kinderbuch der Uptons in Erscheinung trat, um sich dann infolge der großen Beliebtheit in diverse Zusammenhänge von Pop(ulär)- und Hochkultur auszubreiten.

## Werk
Wo kein anderer Name erwähnt ist, stammt der Text („Verses“) von Bertha Upton.
- mit Mary D. Brine (Text): Little Miss Toddledums. A story for the nursery. E. P. Dutton, New York, 1893

- mit Ernst Johan Beckman (Text): Pax and Carlino. T. Fisher Unwin, London, 1894
- The Adventures of two Dutch Dolls. London, Longmans & Co, 1895, ab der zweiten Auflage The Adventures of two Dutch Dolls and a Golliwogg
- The Golliwogg’s Bicycle Club. London, Longmans & Co, 1896
- The Vege-Men’s Revenge. London, Longmans & Co, 1897
- The Golliwogg at the Sea-Side. London, Longmans & Co, 1898
- The Golliwogg in War! London, Longmans & Co, 1899
- mit Mary D. Brine (Text): Poor Sallie and her Christmas, and other stories. London, Sands & Co, 1899
- The Golliwogg’s Polar Adventures. London, Longmans & Co, 1900

- The Golliwogg’s ‚Auto-go-Cart‘. London, Longmans & Co, 1901

- The Golliwogg’s Air-Ship. London, Longmans & Co, 1902

- The Golliwogg’s Circus. London, Longmans & Co, 1903

- The Golliwogg in Holland. London, Longmans & Co, 1904
- The Golliwogg’s Fox Hunt. London, Longmans & Co, 1905
- The Golliwogg’s Desert Island. London, Longmans & Co, 1906
- The Golliwogg’s Christmas. London, Longmans & Co, 1907
- The Adventures of Borbee and the Wisp ... The story of a sophisticated little girl and an unsophisticated little boy. Longmans & Co, 1908
- Golliwogg in the African Jungle. London, Longmans & Co, 1909